# Pintér Béla (énekes)
Pintér Béla (Nyíregyháza, 1973. október 10. –) magyar énekes, zenész, dalszövegíró, zeneszerző. Magyarországon az egyik legismertebb hazai keresztény énekes-zeneszerző. Felekezettől függetlenül fellép keresztény rendezvényeken, ő maga a Debreceni Szabadkeresztyén Gyülekezet tagja. 2014. áprilisban jubileumi koncertet tartott abból az alkalomból, hogy húsz éve volt a pályán, harminc lemezt adott ki, és negyvenedik évét töltötte.

## Családja
Pintér Béla felesége Klára. Négy gyermekük van: Charlotte, Tifani, Ábel és Abigél.

## Visszavonulása
2025 májusában nyilvánosságra került, hogy Pintér megcsalta feleségét és házas nőkkel folytatott viszonyt. Ez felháborodást váltott ki elsődleges célközönsége, a magyarországi keresztény (elsősorban protestáns, neoprotestáns és evangelikál) közösségek körében, ezért határozatlan időre visszavonult a nyilvános szerepléstől.

## Albumok

### Önálló albumok
- 1995 – Eljön az a nap
- 1997 - Régi dalok új köntösben
- 1997 - Formáld át szíved!
- 1998 - Minden lehetséges!
- 2001 – Tegnap, ma és mindörökké
- 2003 – Érted
- 2006 – Megváltott
- 2007 – Homokba írva
- 2009 – Gospel – Valódi gyöngyszemek
- 2009 – Különleges Ajándék
- 2010 – Úgy elmondanám
- 2012 – Istenember
- 2013 – Imádlak
- 2013 – Bocsi
- 2014 - Hazahoztál
- 2015 - Jézus, Te vagy minden álmom
- 2015 - Láss csodát
- 2016 - Örökország

### Pintér Béla és a Csemeték
- 1996 – Miénk a Menny!
- 1999 – Fel is út, le is út
- 2000 – Gyerexáj
- 2001 – Benn a Bárány, kinn a farkas
- 2002 – Szeret-nem szeret
- 2003 – Csemete csemege dupla CD (válogatásalbum)
- 2004 – Minden mindenben
- 2004 – Fehéren-feketén
- 2005 – Tik-tak
- 2007 – Háromazegyben
- 2008 – Mesés valóság című gyermekkönyv dupla CD melléklettel
- 2011 – Szánsájn Hálidéj
- 2018 – Csillagos ötös

### Válogatásalbumon
- 2000 - Ez igen (Keresztény könnyűzenei válogatás. - Budapest: Kérügma)[8]